# Аламос (муниципалитет)
Аламос (исп. Alamos) — муниципалитет в Мексике, штат Сонора, с административным центром в одноимённом городе. Численность населения, по данным переписи 2020 года, составила 24 976 человек.

## Общие сведения
Название Alamos в переводе с испанского языка — тополя, дано, так как местность богата тополиными рощами.
Площадь муниципалитета равна 6422,8 км², что составляет 3,9 % от площади штата, а наиболее высоко расположенное поселение Ла-Каньяда-дель-Агуа, находится на высоте 1576 метров.
Он граничит с другими муниципалитетами Соноры: на северо-западе с Кирьего, на западе с Навохоа, на юго-западе с Уатабампо, а также граничит с другими штатами Мексики: на северо-востоке с Чиуауа и на юго-востоке с Синалоа.

## Учреждение и состав
Муниципалитет был образован в 1825 году, по данным 2020 года в его состав входит 275 населённых пунктов, самые крупные из которых:
| Код INEGI                  | Населённый пункт                                                               | Численность населения (2005 год) | Численность населения (2010 год) | Численность населения (2020 год) |
| -------------------------- | ------------------------------------------------------------------------------ | -------------------------------- | -------------------------------- | -------------------------------- |
| 003                        | Всего                                                                          | 24493                            | 25848                            | 24976                            |
| 0001                       | Аламос (исп. Álamos) 27°01′27″ с. ш. 108°56′06″ з. д. (административный центр) | 8201                             | 9345                             | 10961                            |
| 0224                       | Сан-Бернардо (исп. San Bernardo) 27°24′03″ с. ш. 108°50′46″ з. д.              | 1168                             | 1067                             | 1086                             |
| 0159                       | Мокусари (исп. El Mocúzari (Conicárit)) 27°13′00″ с. ш. 109°05′52″ з. д.       | 550                              | 632                              | 652                              |
| 0255                       | Лос-Танкес (исп. Los Tanques) 27°12′38″ с. ш. 108°53′40″ з. д.                 | 635                              | 621                              | 555                              |
| 0156                       | Минас-Нуэвас (исп. Minas Nuevas) 27°03′39″ с. ш. 109°00′29″ з. д.              | 429                              | 458                              | 432                              |
| 0033                       | Басироа (исп. Basiroa) 26°42′51″ с. ш. 108°54′04″ з. д.                        | 377                              | 345                              | 324                              |
| 0174                       | Особампо (исп. Osobampo) 27°08′57″ с. ш. 109°08′10″ з. д.                      | 243                              | 292                              | 311                              |
| —                          | Прочие                                                                         | 12890                            | 13088                            | 10655                            |
| Названия на карте Генштаба |                                                                                |                                  |                                  |                                  |

## Экономическая деятельность
По статистическим данным 2000 года, работоспособное население занято по секторам экономики в следующих пропорциях:
- сельское хозяйство, скотоводство и рыбная ловля — 40 %;
- промышленность и строительство — 25 %;
- торговля, сферы услуг и туризма — 32,2 %;
- безработные — 2,8 %.

## Инфраструктура
По статистическим данным 2020 года, инфраструктура развита следующим образом:
- электрификация: 94,9 %;
- водоснабжение: 44,4 %;
- водоотведение: 71,6 %.